# Hemija čvrstog stanja
Hemija čvrstog stanja, ili hemija materijala, je studija sinteze, strukture i svojstava materijala u čvrstoj fazi, a posebno, mada ne ekskluzivno, nemolekulskih čvrsith materijala. Ona se u znatnoj meri preklapa sa fizikom čvrstog stanja, mineralogijom, kristalografijom, keramikom, metalurgijom, termodinamikom, naukom o materijalima i elektronikom. Njen fokus je na sintezi novih materijala i njihovoj karakterizaciji.

## Literatura
- West, Anthony R. (1999). Basic Solid State Chemistry (2. изд.). Wiley. ISBN 978-0-471-98756-7.
- Lesley E. Smart, Elaine A. Moore (2012). Solid State Chemistry: An Introduction (4. изд.). CRC Press. ISBN 978-1-4398-4790-9.